# Nanxiang
Die Großgemeinde Nanxiang (chinesisch 南翔镇, Pinyin Nánxiáng Zhèn) ist ein Stadtteil der chinesischen Stadt Shanghai im Bezirk Jiading. Die Fläche beträgt 33,15 Quadratkilometer und die Einwohnerzahl 139.845 (Stand: Zensus 2010).

## Sehenswürdigkeiten

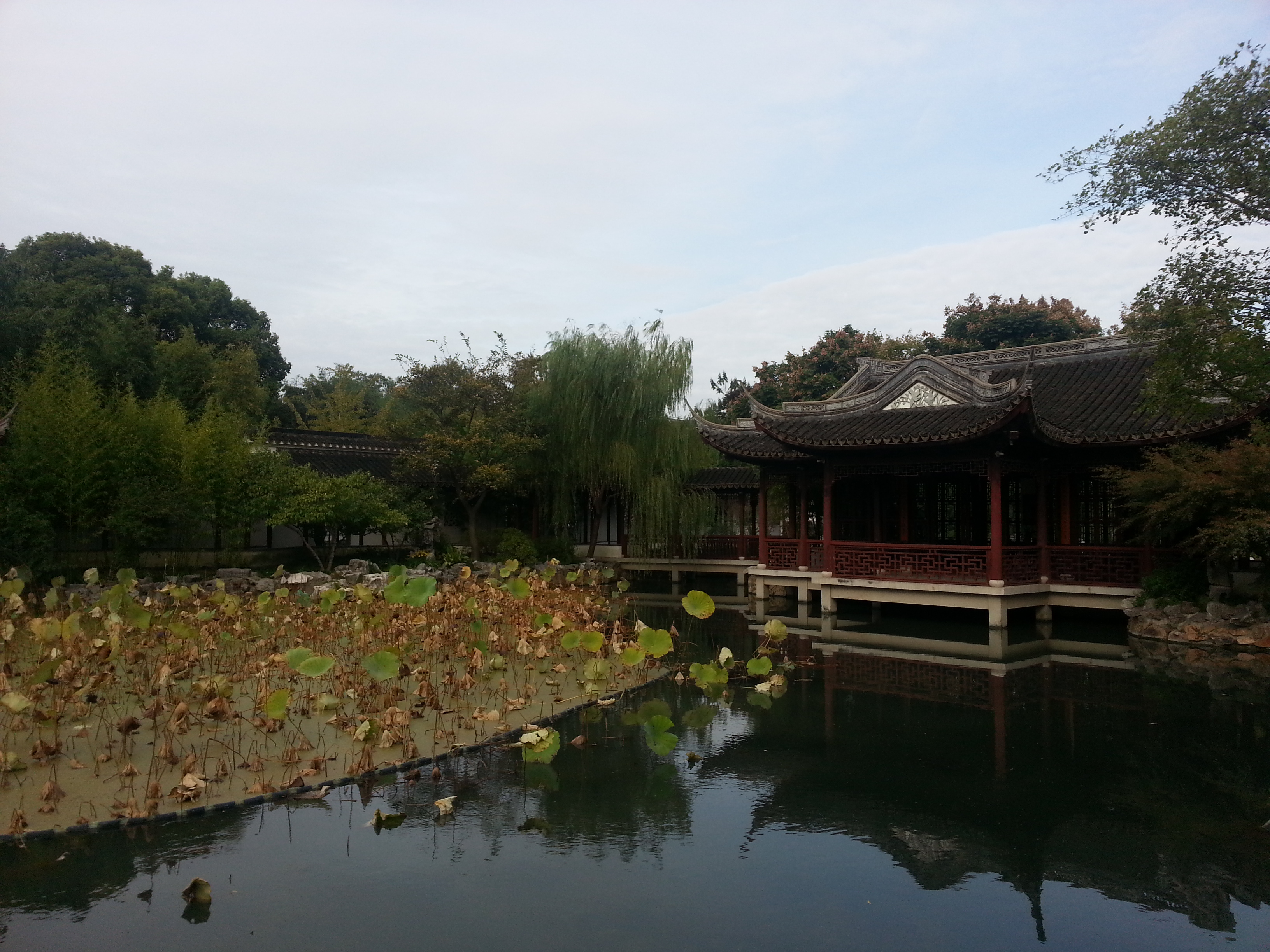
Der Guyi-Garten

In Osten Nanxiangs befindet sich der etwa 9 ha große Guyi-Garten (Garten der klassischen Pracht), ein Park aus der Zeit der Ming-Dynastie im Stile der Gärten von Suzhou.
Etwa 10 Gehminuten vom Guyi-Garten entfernt liegt der buddhistische Yunxiang Tempel, einer der größten Tempel Shanghais, der aber weniger besucht wird als die großen Tempel im Shanghaier Stadtzentrum.

## Gastronomie
Nanxiang ist Herkunftsort der Xiaolongbao, einer für die Region von Shanghai typischen und zum Dim Sum gehörenden Art gedämpfter, gefüllter Teigtaschen, die zum ersten Mal im 19. Jahrhundert zubereitet wurden. Heutzutage gibt es in Nanxiang eine ganze Straße (古猗园路,  Gǔyīyuán Lù, englisch Guyiyuan Road) in der fast ausschließlich Xialongbao-Restaurants zu finden sind. In dieser Straße, genau am Erfindungsort neben dem Guyi-Garten befindet sich heute wieder eins der beiden in Shanghai als authentisch für Xiaolongbao geltenden Restaurants.

## Transport
Nanxiang ist über die Linie 11 der Metro Shanghai in Richtung Haoqiao bzw. Jiading North in etwa 40 Minuten vom Stadtzentrum aus zu erreichen.

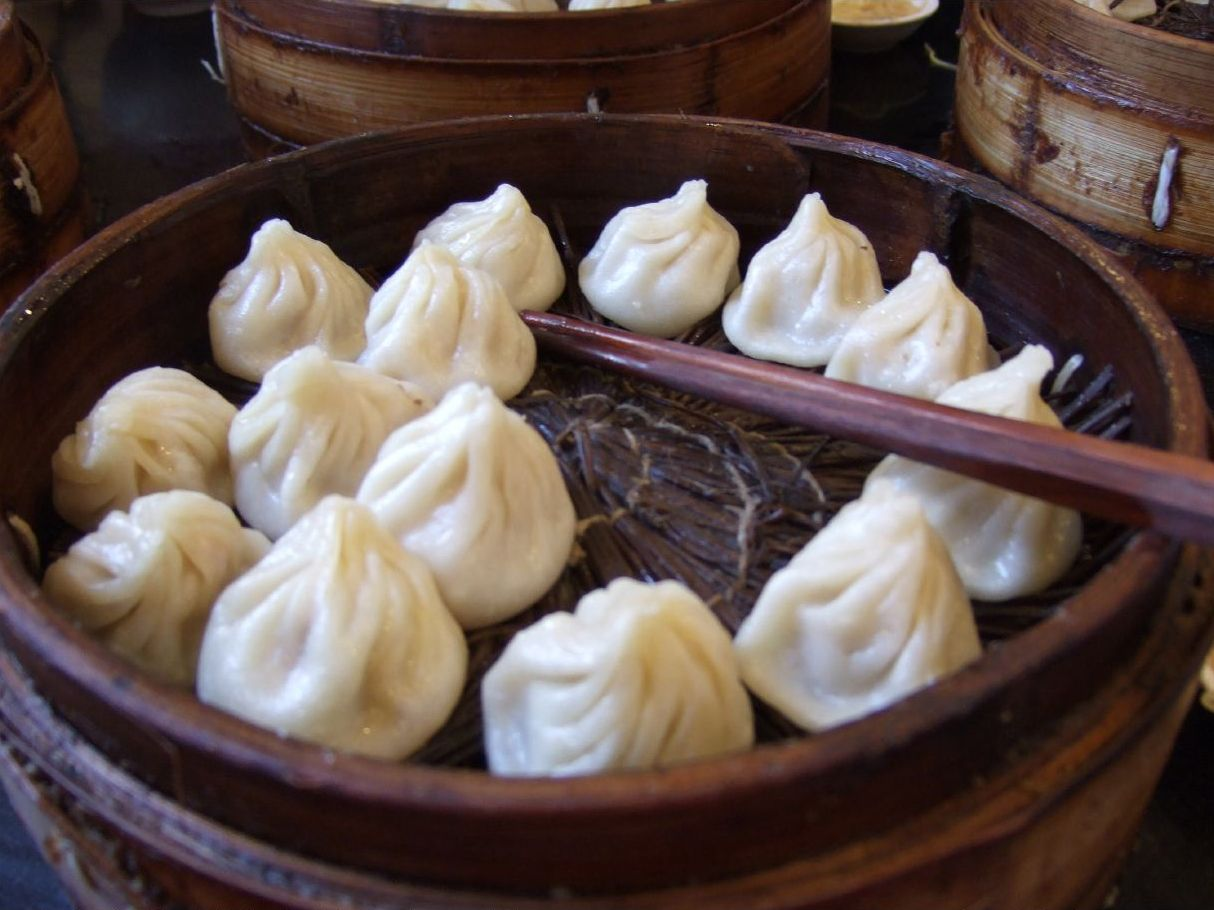
Xiaolongbao in typischem Dämpfkorb